# اغچه حصار
اغچه حصار، روستایی از توابع بخش رامجین شهرستان چهارباغ در استان البرز ایران است.  آغچه حصار یکی از روستاهای زیبای ایران با مناظر طبیعی که این روزها علاوه بر اهالی این روستا، گردشگران هم نیز به اینجا می آیند.

## جمعیت
این روستا در دهستان اغلان‌تپه قرار دارد و براساس سرشماری مرکز آمار ایران در سال ۱۳۸۵، جمعیت آن ۱٬۰۴۹ نفر (۲۶۷خانوار) بوده‌است.